# João Vaz (Goiânia)
João Vaz é um bairro da cidade brasileira de Goiânia, localizado na região oeste do município.
O bairro encontra-se no extremo oeste, permitindo que esteja localizado entre bairros das regiões norte, noroeste e central, como Progresso, Aeroviário e Jardim Nova Esperança. Cortado pela Avenida Perimetral Norte, nele se localiza um dos prédios da Faculdade Alves Faria (Alfa).
Segundo dados do Instituto Brasileiro de Geografia e Estatística (IBGE), divulgados pela prefeitura, no Censo 2010 a população do João Vaz era de 4 772 pessoas.